# Aaron Ward (Schiff, 1942)
Die Aaron Ward, auch USS Aaron Ward (Kennung: DD-483), war ein Zerstörer der Gleaves-Klasse im Dienst der United States Navy. Sie wurde ab 1942 im Pazifikkrieg eingesetzt und am 7. März 1943 von japanischen Flugzeugen bei Kämpfen um Guadalcanal während der Operation I versenkt. Benannt war das Schiff nach dem US-Admiral Aaron Ward (1851–1918).

## Einsatz
Nach dem Bau auf der Federal Shipbuilding and Drydock Company in Kearny erfolgten Erprobungsfahrten an der Ostküste der USA und Ausrüstung in New York wurde die USS Aaron Ward in den Pazifik verlegt. Sie war Begleitschiff des Flugzeugträgers Wasp während dessen Torpedierung durch das japanische U-Boot I-19 im Rahmen der Operation Watchtower. Nach weiteren Begleitfahrten für Truppen- und Materialtransporte nahm sie am 13. November 1942 an der Seeschlacht von Guadalcanal teil. Nach schweren Schäden im Nachtgefecht mit dem japanischen Schlachtschiff Hiei sowie weiteren Kreuzern und Zerstörern, war sie zunächst bewegungsunfähig. Im Laufe der Nacht konnte die Besatzung das Schiff zunächst wieder in Bewegung setzen, zum Morgengrauen musste sie jedoch von einem Schlepper aus der Kampfzone geschleppt werden. Die neun schweren Granattreffer kosteten 15 Besatzungsmitglieder das Leben und verwundeten 57. Nach einer notdürftigen Instandsetzung erreichte das Schiff am 20. Dezember 1942 Pearl Harbor, wo es vollständig repariert wurde. Ab dem 6. Februar 1943 verrichtete der Zerstörer wieder Geleitdienste um Guadalcanal. Während der Kämpfe im Rahmen der Operation I wurde die USS Aaron Ward im sogenannten Ironbottom Sound vor den Nggela-Inseln von drei japanischen Flugzeugen mit Bomben versenkt. 20 Seeleute starben, 59 wurden verwundet und sieben vermisst.

## Wiederentdeckung
Am 4. September 1994 entdeckten Taucher das Wrack der Aaron Ward. Der erste Tauchgang zum Wrack wurde am 25. September 1994 durchgeführt. Aufgrund der Tiefe konnten die Taucher nur etwa 15 Minuten am Wrack bleiben, bevor sie die Rückkehr an die Oberfläche antraten.